# Carelia de Sud
Carelia de Sud (finlandeză Etelä-Karjalan maakunta, suedeză Södra Karelens landskap) este una dintre cele 20 regiuni ale Finlandei. Capitala sa este orașul Lappeenranta. Este una dintre cele 2 regiuni ale Careliei Finlandeze, partea ce aparține Finlandei din regiunea Carelia.

## Comune
Carelia de Sud are în componență 14 comune:
| - Imatra - Joutseno - Lappeenranta - Lemi - Luumäki - Parikkala - Rautjärvi | - Ruokolahti - Saari - Savitaipale - Suomenniemi - Taipalsaari - Uukuniemi - Ylämaa |

1. ↑   (PDF) https://www.maanmittauslaitos.fi/sites/maanmittauslaitos.fi/files/attachments/2021/01/Vuoden_2021_pinta-alatilasto_kunnat_maakunnat.pdf Lipsește sau este vid: |title= (ajutor)